# TOPOgrafie

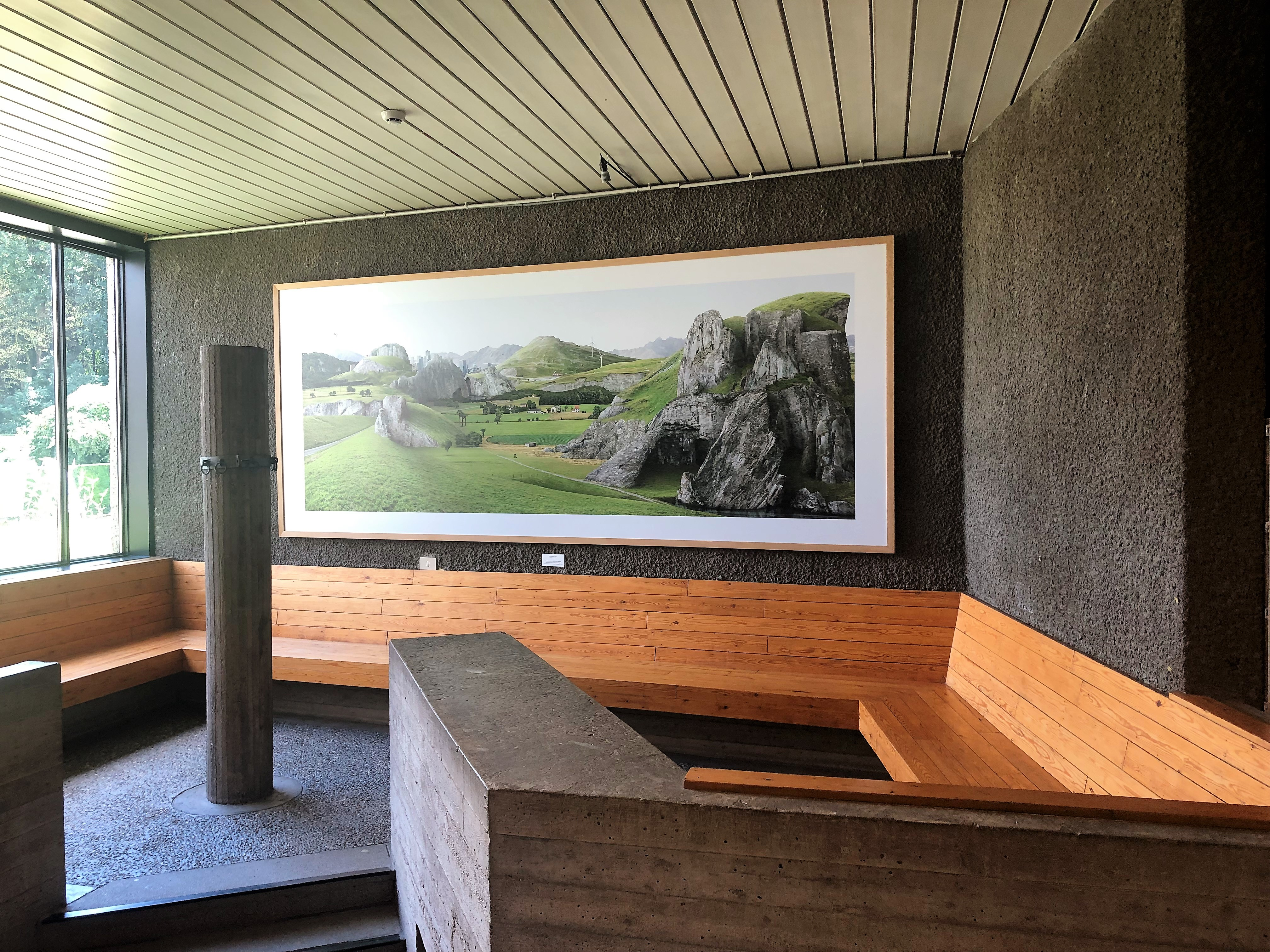
TOPOgrafie in inkomhal van CC Westrand

TOPOgrafie is een kunstwerk van Filip Dujardin uit 2019. Het werd gecreëerd naar aanleiding van de openluchttentoonstelling ‘De Blik van Bruegel’ in 2019. Kunstenaar en fotograaf Filip Dujardin ontwierp een panorama met foto's van het landschap genomen op dit parcours in Dilbeek die hij vervolgens digitaal knipt en plakt tot een nieuw landschap. Op het eerste zicht lijkt het een realistische weergave van het landschap maar als de toeschouwer beter kijkt ontdekt die vervormde of onlogische details waardoor het landschap een absurde vorm aanneemt.

## Over
In het werk TOPOgrafie zien we een fotomontage van de typische combinatie van stedelijke en landelijke landschapselementen uit het Pajottenland. Dujardin abstraheert en vervormt de bestaande elementen en re-assembleert deze tot een realistisch maar structureel onmogelijk landschap. De kunstenaar ontwerpt een nieuwe fictieve constructie met elementen die hijzelf het belangrijkste vind, Bruegel deed in zijn landschapsschilderijen net hetzelfde.
TOPO wordt in drukletters geschreven om de nadruk op de 'plaats' ('topo' is Grieks voor 'plaatsbeschrijving') te leggen. De toeschouwer herkent in het werk wel kenmerken van het Pajottenland, maar het panorama zelf is fictief, gecreëerd door een kunstenaar, dus moet de toeschouwer zijn verbeelding gebruiken om de vermenging van randstedelijkheid en cultuurlandschap zelf te (re)construeren. De topografie gebruikt een symbolische taal om inzicht te geven in gebieden. Dujardin doet met TOPOgrafie hetzelfde en laat via een collagetechniek de toeschouwer het landschap interpreteren op maatschappelijke en ruimtelijke evoluties.

### Andere werken

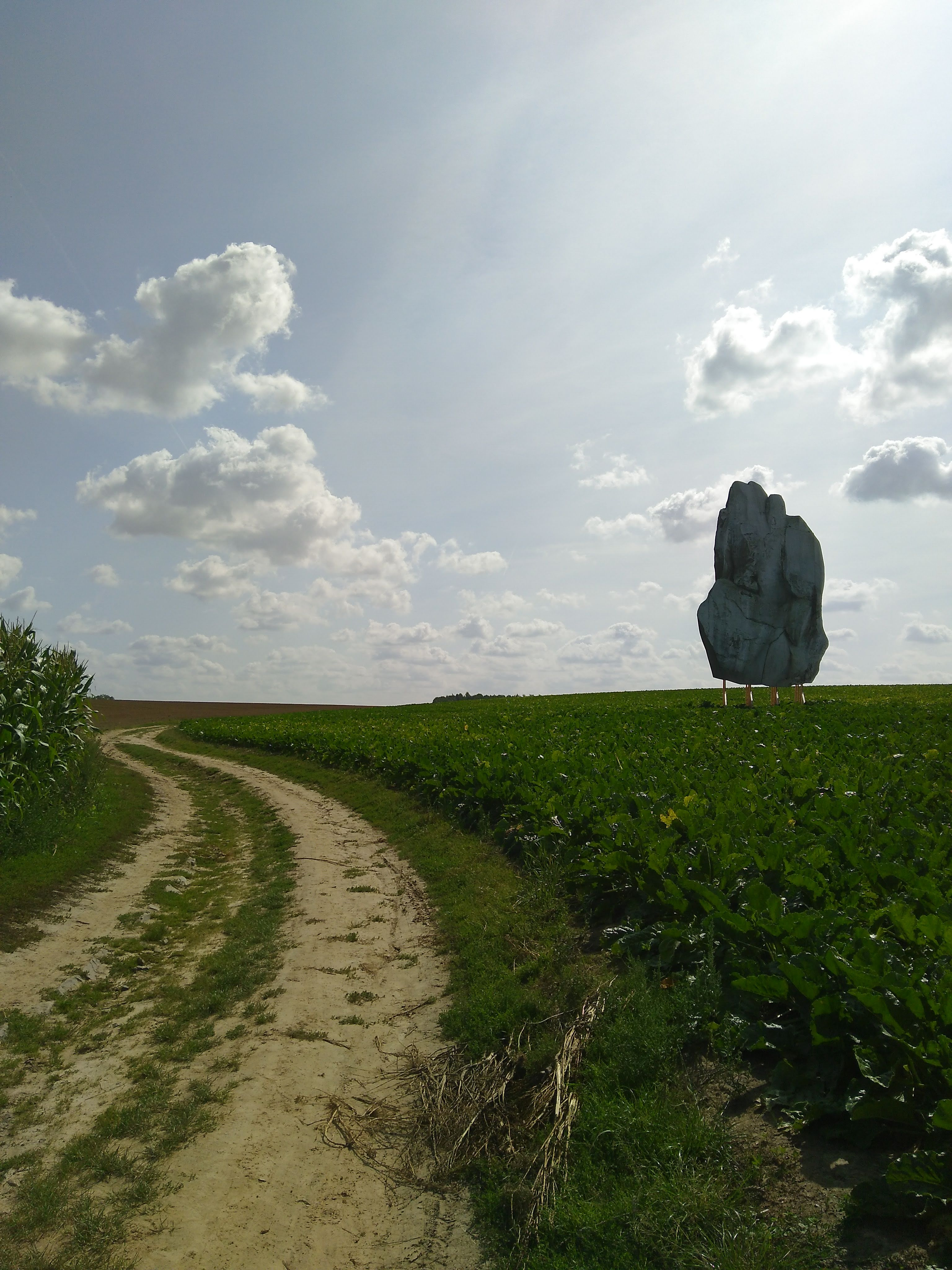
Artefact 1 tijdens openluchttentoonstelling 'De Blik van Bruegel' in 2019

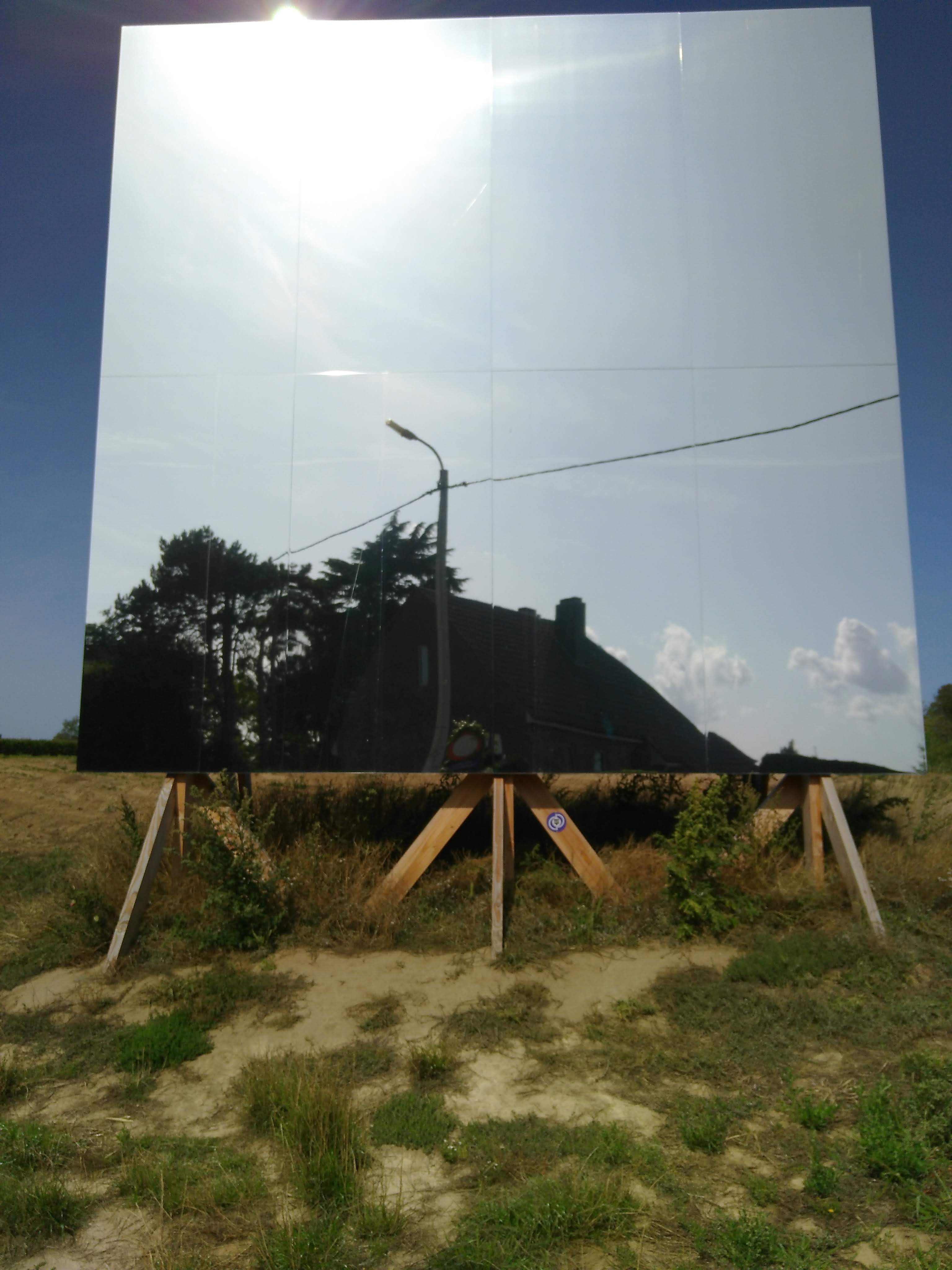
Artefact 2 tijdens openluchttentoonstelling 'De Blik van Bruegel' in 2019

Behalve fotomontages creëert Dujardin ook ruimtelijke sculpturen. Voor de openluchttentoonstelling ‘De Blik van Bruegel’ maakte hij tijdelijk ook twee gigantische sculpturen die onverwacht opduiken in het landschap. Opnieuw gaat het hierbij om het construeren van een fictief nieuw geheel met bestaande elementen. Voor Artefact 1 & 2 neemt hij zowel een typisch element uit schilderijen van Bruegel, de Alpenrots, als een (gespiegeld) fragment van het lokale stedelijk en landschappelijk weefsel in het Pajottenland.